# 45-я кавалерийская дивизия
45-я кавалерийская дивизия — воинское соединение Вооружённых Сил СССР во Второй мировой войне

## Общие сведения
45-я кавалерийская дивизия считалась лёгкой рейдовой, поэтому танков и дивизионной артиллерии в ней не было.

## История дивизии
Сформирована к 27.07.1941. во Владимирской области.
8 августа дивизия отправлена эшелонами на фронт из г. Ковров Владимирской области. Районом выгрузки назначен г. Гжатск (ныне г. Гагарин) Смоленской области.
17 августа 1941 года сосредоточение дивизии в лесах в районе Канютино.
19 августа в бою в направлении Духовщины понесла огромные потери и была выведена в резерв 19А (ком.: генерал-лейтенант И. С. Конев).
23 августа 1941 года 29-я, 30-я и 19-я армии Западного фронта возобновили Духовщинскую операцию, при этом 19-я армия была усилена 244-й стрелковой и 45-й кавалерийской дивизиями.
В ночь на 26 августа 1941 года остатки дивизии, после боя 19 августа, сосредоточились в лесах в районе Касталиново.
27 августа атака 58 кавполка позиций 4-й и 7-й роты 14-го немецкого пехотного полка 35-й пехотной дивизии. Собственные потери 10(12) убитых, 40 раненых. Немецкие 4 и 7 рота 14 пехотного полка полностью уничтожены и частично пленены. В результате атаки 52 кавполка без вести пропало 2 эскадрона (157 человек)
Потери за 27-28 августа «45 кд по уточнённым данным за период 27-28 августа убито и ранено 100 человек и 100 лошадей. 157 человек с конским составом пропало без вести».
29 августа дивизия с пленными и трофеями перешли линию фронта. До 3 сентября приводила себя в порядок.
В бою 3 сентября под Духовщиной понесла огромные потери и выведена в резерв.
В ночь на 11 сентября дивизия перебрасывается на север. Утром 12 сентября прибывает в г. Белый (Вяземское направление)
В последних числах сентября была переброшена в состав 22-й армии в резерв фронта.
Разгрузка на станции Новодугинская, получение приказа на атаку Соловьевской переправы через Днепр и её удержание. Но видя отступающие части дивизия деморализована и начинает отход вместе с отступающей пехотой кроме 58-го кавполка.
29—30 сентября 1941 года 45-я кавалерийская дивизия, завершив бои в полосе 22-й армии, переброшена воинскими эшелонами под Вязьму и вошла в резерв Западного фронта.
На случай вклинения противника в оборону Западного фронта намечались контрудары. На Вяземском операционном направлении к западу от Вадино и Издешково силами соединений фронтового подчинения 134-й, 152-й стрелковых, 101-й мотострелковой и 45-й кавалерийской дивизий, 126, 128 и 143-й танковых бригад.
В 19:00 2.10.41 получила приказ штарма 30: закончить сосредоточение к 22:00 2.10.41 район Покикино, совхоз Александровский, Самусево (восточный берег р. Вопи) с задачами:

1. обеспечить стык между 19-й и 30-й армиями.

2. во взаимодействии с 251-й сд уничтожить прорвавшегося противника в районе Кропивня

По данным Болдина в 20:00 вела бой с пехотой противника в районе Терехово. Сведения получены были в 1:50 3.10.41
Вероятно 3.10.41 45-я кд была передана в оперативное управление 19-й армии (Лукин).
В течение всего дня 3 октября 45-я кавдивизия с остатками частей 244-й стрелковой дивизии на рубеже Терехово — Никитино сдерживали наступление противника, форсировавшего р. Вопь в полосе обороны 244 СД и 91 СД. Командный пункт 45-й КД располагался в Гута.
По данным Болдина до 20:00 3.10 вела бой в районе Ветлицы, Федосеево.
К 14.00 4 октября 244-я стрелковая дивизия и 45-я кавдивизия ведут бои в районе лес севернее Гута (4 км сев. Б. Бердяево), Кобелево (3 км сев. Б. Бердяево), Крамаренко, Дворы (1 км вост. Брюхачи).
К 17.00 4 октября 45-я кавдивизия, обеспечивая правый фланг 19-й армии, сосредоточилась в районе Тишино, Кузьмино (10 км сев-зап. Вадино)
5 октября дивизия продолжала выполнять задачу прикрытия правого фланга армии на рубеже реки Ольшанка, не допуская прорыва мотопехоты противника в северном направлении на Борятино (8 км северо-зап. Вадино).

45 КД обеспечивает правый фланг армии на рубеже р. ОЛЬШАНКА, овраг зап. БОРЯТИНА, имея один кавполк в районе ТИМОШИНО, сдерживает наступление мотопехоты противника на БОРЯТИНО— Оперативная сводка № 0240 к 17.00 5.10.41 (по состоянию на 14.00). КП Командарма 19 А - лес 1 км южнее свх. НЕЕЛОВО. Карта 50 000 и 100 000
.
В течение 6-7 октября соединения 19-й армии в соответствии с приказом командующего Западным фронтом, сдерживая противника на отдельных рубежах, совершали последовательный отвод войск на рубеж р. Днепр.
В это время противник двумя группировками севернее и южнее Ярцево продолжал наступать на Вязьму, охватывая 19, 20, 24, 32-ю армии и группу генерала И. В. Болдина. К утру 7 октября кольцо окружения замкнулось восточнее Вязьмы.
8 октября соединения и части 19-й армии и группы Болдина вели подготовку к прорыву окружения.
На рассвете 13 октября дивизия подошла к деревне Жипино.
С 7 октября дивизия в окружении под Вязьмой, попытки прорыва до 14 октября, затем остатки кавполков рассеяны и группами по 8 человек пытаются пробиться к своим. Дивизия как боевая единица перестаёт существовать.
Официально расформирована 22 мая 1942 года.

## Состав
- 52-й кавалерийский полк (ком: майор Волков, с 20.09.41г. подполковник Фондеранцев Герасим Ефимович)

помощник начальника штаба: капитан Симогулов Яков Николаевич
- 55-й кавалерийский полк (ком. подполковник Баев Идрис Харитонович (ранен в ногу 26.08.41 г., отправлен в госпиталь), затем подполковник Токаев (ранен 3.09.41 в атаке кавполка на Духовщину), после него полковник Кравцов Николай Иванович с 09.09.1941 г.)

начальник штаба: капитан Беляков Н. Н. (погиб 14-15.10.1941 г. в районе д. Жипино при выходе из окружения)
- 58-й кавалерийский полк (ком. полковник Стученко Андрей Трофимович до ?.09.1941, затем Шубин)

начальник штаба: Шубин
комиссар полка: Шаповалов Иван Ильич (06.1941 — 08.1941), затем инструктор политотдела Бутко
помощник комполка по тылу: Зенцов
- в каждом кавполку имелось по одной 6-и орудийной противотанковой батарее, состоявшей из 45-мм или 76-мм орудий
- 36 бронетанковый эскадрон
- 722-я полевая почтовая станция

## Командование

### Командиры
- генерал-майор Дрейер, Николай Михайлович (с 7.08.1941 по 5.10.1941);
- полковник Стученко, Андрей Трофимович (с 4-5.10.1941 до расформирования в 1942 году).

### Начальники штаба
- подполковник Лукин, Иван Григорьевич (до 19.08.1941)
- подполковник Белявский, Виталий Андреевич (1941)

### Комиссар
- Полегин, Александр Гаврилович (погиб в 1942 г.)

### Начальник разведки
- майор Гавронский (умер от раны в живот 14.10.41)

### Начальник оперативного отделения штаба
- подполковник Белявский, Виталий Андреевич (1941)

### Начальник военно-хозяйственного снабжения
- майор Фондеранцев, Герасим Ефимович